# مورتن كروغ
مورتن كروغ (بالنرويجية البوكمول: Morten von Krogh)‏ هو مبارز بالسيف نرويجي، ولد في 27 مايو 1948 في أوسلو في النرويج، وتوفي في 25 سبتمبر 2015.

## وصلات خارجية
- مورتن كروغ على موقع أوليمبيديا (الإنجليزية)